# Mario Monicelli
Mario Monicelli (Róma, 1915. május 15. – Róma, 2010. november 29.) olasz filmrendező és forgatókönyvíró. A commedia all’italiana egyik legjelesebb mesterének tartják. Eleinte Stenóval közösen forgatott, majd különváltak. Az 1960-as évektől kezdve készített néhány fajsúlyosabb témájú alkotást is, de igazi terepe a vígjáték maradt. Hazája legkiválóbb színészeivel dolgozott együtt, leghíresebb munkái Magyarországra is eljutottak. Haláláig aktívan dolgozott.

## Pályafutása

### A kezdetek
Monicelli édesapja Tomaso Monicelli mantovai újságíró. Fivére, Giorgio Monicelli író és fordító. A helyi líceum elvégzése után a pisai és a milánói egyetemen bölcsészetet tanult. Barátságot kötött Giacomo Forzanóval, a drámaíró Giovacchino Forzano fiával. Az idősebb Forzanót maga Mussolini bízta meg azzal, hogy alapítson filmstúdiót Tirrenia városában, ezért barátja révén Monicelli előtt is megnyílt az út a filmvilágba. (A Giacomóval való önfeledt barátság számos motívumát használta fel később a Férfiak póráz nélkül című 1976-os vígjátékában.) 1935-ben, mindössze 20 évesen egy másik barátjával, Alberto Mondadorival közösen megrendezte első filmjét Molnár Ferenc A Pál utcai fiúk című regényéből. Két évvel később Michele Badiek néven egy vígjátékot rendezett, de utána évekig mint társ-forgatókönyvíró volt jelen a szakmában, illetve rendezőasszisztensként dolgozott például a Rómában forgató cseh Gustav Machatý, valamint Mario Baffico, Gino Valori, Mario Camerini, Giacomo Gentilomo és Pietro Germi mellett.
Forgatókönyvíróként ismerkedett meg Stenóval (eredeti neve: Stefano Vanzina), akivel 1949 és 1953 között számos filmet írt és rendezett, köztük olyan nagy sikerű alkotásokat, mint a kitűnő komikus, Totò főszereplésével készült Totò lakást keres (1949), a Totò és Róma királyai (1951) valamint a Totò és az asszonyok (1952), továbbá a Kutyaélet (1950), a Rendőrök és tolvajok (1951) és a Hűtlen asszonyok (1953). Ez utóbbiban olyan híres színésznők szerepeltek, mint Gina Lollobrigida, May Britt, Irene Papas és a fiatal Marina Vlady. 1954-től Monicelli önállóan rendezte a filmjeit, ám a siker nem pártolt el mellőle. Folytatta a Totò-sorozatot (Totò és Carolina, 1955), Alberto Sordi főszereplésével elkészítette  a Napjaink hőse (1955), Vittorio De Sica és Marcello Mastroianni közreműködésével Az orvos és a sarlatán (1957) és az Apák és fiúk (1958), Vittorio Gassman, Renato Salvatori és a kezdő Claudia Cardinale főszereplésével az Ismeretlen ismerősök, valamint Sordi, Gassmann, Silvana Mangano, Bernard Blier és Romolo Valli közreműködésével A nagy háború (1959) című filmeket. Mindegyik nagy siker lett a közönség, sőt még a kritikusok körében is. (A nagy háború sokak szerint a legjobb filmje.) Monicellit az ítészek a „komédia olasz módra” (commedia dell’arte) legjelesebb képviselői között emlegették, aki a hollywoodi kismesterek szakmai erényeit a neorealizmus bizonyos stílusjegyeivel párosította, közérthető formában.

### Az 1960-as évek
Az 1960-as években kiszélesedett a Monicelli-filmek tematikája. 1962-ben Federico Fellini, Luchino Visconti és Vittorio De Sica társaságában részt vett a Boccaccio ’70 című szkeccsfilm elkészítésében. Egy évvel később a munkásmozgalom korai éveit idézte fel az Elvtársak (I compagni) (1963) című drámában, amely a 20. század elejének Torinójában játszódik, főszerepeit pedig Mastroianni és Annie Girardot alakította. Az évtized második felében két vígjátékkal ért el kirobbanó sikert. Vittorio Gassman, Catherine Spaak és Gian Maria Volonté játszotta a főszerepeit a Brancaleone ármádiája (1966) című filmnek, amely kacagtató kosztümös szatíra a történelmi múltba helyezve: 1970-ben folytatás készült hozzá, a női főszerepet abban Stefania Sandrelli kapta. A Lány pisztollyal (1967) Monica Vitti parádés alakítása miatt különösen emlékezetes: a színésznő a szicíliai Assuntát alakította, aki pisztollyal a táskájában utazik Londonba, hogy az ősi hagyományok szellemében bosszút álljon hűtlen csábítóján.

### Az 1970-es évek
Az 1970-es évek terméséből mindenekelőtt azt a 3 filmet érdemes kiemelni, melyeket Monicelli Ugo Tognazzi főszereplésével forgatott. Az ezredeseket akarjuk (1973) csipkelődő politikai szatíra, melyet nyilvánvalóan a görög és a dél-amerikai katonai junták a valóságban nem mindig vicces ténykedései ihlettek. Az Olcsó regény (1974) szórakoztató tragikomédia egy öregedő férfiról (Tognazzi), aki szépséges, tizenéves unokahúgát (Ornella Muti) veszi feleségül, a lány azonban félrelép egy jóképű rendőrrel (Michele Placido). Tognazzi mellett Gastone Moschin, Philippe Noiret és Bernard Blier játszották a főszerepeit a Férfiak póráz nélkül című komédiának, amely négy öregedő jó barát szórakoztató kalandjait meséli el, akik ötödik barátjukhoz indulnak látogatóba vidékre. (Az óriási sikernek köszönhetően néhány év múlva elkészült a folytatás is.) Az évtized második felében Monicelli ismét megpróbálkozott a komolyabb, sőt egyenesen drámai hangvételű alkotásokkal. Az 1976-os Kedves Michele Natalia Ginzburg regénye alapján készült, olyan kiváló színésznők főszereplésével, mint Mariangela Melato, Delphine Seyrig és Aurore Clément. Az Egy egészen kicsi kispolgár (1977) Alberto Sordi játszotta főhőse fia meggyilkolása után a saját kezébe veszi az igazságszolgáltatást: a Sors a kezére játssza a tettest.

### Az 1980-as évektől
1981-ben Monicelli két komédiát is forgatott kedves színészeivel. A Szállodai szoba főszerepeit Monica Vitti, Vittorio Gassman és Enrico Montesano játszották, a Vaskos tréfa pedig ismét Alberto Sordinak adott lehetőséget komikusi képességei megcsillogtatására. A kritikusok körében is kedvező fogadtatásra lelt a Pirandello-mű alapján készült Mattia Pascal két élete (1985), melynek főszerepét Marcello Mastroianni alakította. Mattia Pascalt halottnak hiszik, sőt el is temetnek helyette valakit, így a férfinak lehetősége nyílik arra, hogy új életet kezdjen. Eleinte a (játék)szerencse is mellé szegődik, de aztán mégsem úgy alakulnak a dolgok, ahogy hősünk elképzelte. Igazi sztárparádé – Liv Ullmann, Catherine Deneuve, Philippe Noiret, Giuliana De Sio, Stefania Sandrelli, Bernard Blier, Giuliano Gemma – látható a Reméljük, lány lesz (1987) című családtörténetben, amely a Monicellitől nem idegen harsányabb humor, a kézenfekvőnek látszó gúnyolódás helyett szeretetteljesebb, megértőbb húrokat penget. A Furfangos gályarabok (1988) főszerepeiben szintén népszerű kedvencek láthatók: Giancarlo Giannini, Enrico Montesano, Vittorio Gassman, Nino Manfredi, Giuliana De Sio és Bernard Blier. Az 1990-es évektől készült Monicelli-filmeket a magyar közönség a hazai forgalmazás szeszélyei miatt már kevésbé ismerheti. Így például a 2006-os A sivatag rózsái nálunk csak az V. Közép-Európai Olasz Filmfesztiválon volt látható, melyre viszont maga Monicelli is ellátogatott. A film története a második világháború idején játszódik egy líbiai oázisban. Főszereplő: Michele Placido.
Monicelli a film világa mellett olykor színházban is dolgozott: 1983-ban Firenzében például Puccini Gianni Scicchi, 1990-ben Sienában pedig Mascagni Parasztbecsület című operáját állította színpadra. Időnként a kamera előtt is látható: a Napsütötte Toszkána (2003) című romantikus filmben a magyar nézők is láthatták.

## Halála
Monicelli 95 évesen, 2010. november 29-én halt meg, miután kivetette magát a római San Giovanni kórház ablakából, ahová néhány nappal korábban került be prosztatarákkal. Legjobb barátja Carlo Lizzani egészen pontosan három évvel később ugyanígy végzett magával.

## Rendezései
(A vastag betűvel kiemelt filmeknek forgatókönyvírója is volt.)
- 1935 A Pál utcai fiúk (I ragazzi della via Paal) – Társrendező: Alberto Mondadori
- 1937 Pioggia d’estate (Michele Badiek néven)
- 1949 Al diavolo la celebrità – Társrendező: Steno
- 1949 Totò lakást keres (Totò cerca casa) – Társrendező: Steno
- 1950 È arrivato il cavaliere! – Társrendező: Steno
- 1950 Kutyaélet (Vita da cani) – Társrendező: Steno
- 1951 Rendőrök és tolvajok (Guardie e ladri) – Társrendező: Steno
- 1951 Totò és Róma királyai (Totò e i re di Roma) – Társrendező: Steno
- 1952 Totò és az asszonyok (Totò e le donne) – Társrendező: Steno
- 1953 Hűtlen asszonyok (Le infedeli) – Társrendező: Steno
- 1954 Proibito
- 1955 Napjaink hőse (Un eroe dei nostri tempi)
- 1955 Totò és Carolina (Totò e Carolina)
- 1956 Donatella
- 1957 Apák és fiúk (Padri e figli)
- 1957 Az orvos és a sarlatán (Il medico e lo stregone)
- 1958 Ismeretlen ismerősök (I soliti ignoti)
- 1959 A nagy háború (La grande guerra)
- 1959 Lettere dei condannati a morte
- 1960 Risate di gioia
- 1962 Boccaccio ’70 (a Renzo e Luciana című epizód)
- 1963 Elvtársak (I compagni)
- 1964 Alta infedeltà (a Gente Moderna című epizód)
- 1965 Casanova '70
- 1966 Brancaleone ármádiája (L’armata Brancaleone)
- 1966 Tündéri nők (Le Fate) (a Fata Armenia című epizód)
- 1968 Lány pisztollyal / Szerelem szicíliai módra (La ragazza con la pistola)
- 1968 Szeszély olasz módra (Capriccio all'italiana) (a La Bambinaia című epizód)
- 1969 Toh, è morta la nonna!
- 1970 Brancaleone keresztes hadjárata / Brancaleone a keresztes háborúba megy (Brancaleone alle crociate)
- 1970 Párok (Le coppie) (az Il frigorifero című epizód)
- 1971 Mortadella (La Mortadella)
- 1973 Az ezredeseket akarjuk (Vogliamo i colonnelli)
- 1974 Olcsó regény (Romanzo popolare)
- 1975 Férfiak póráz nélkül (Amici miei) (1975)
- 1976 Kedves Michele (Caro Michele)
- 1977 Egy egészen kicsi kispolgár (Un borghese piccolo piccolo)
- 1977 Új szörnyetegek (I nuovi mostri) (az Autostop és a First Aid című epizódok)
- 1978 Signore e signori, buonanotte
- 1979 Utazás Anitával (Viaggio con Anita)
- 1980 Temporale Rosy
- 1981 Szállodai szoba (Camera d'albergo)
- 1981 Vaskos tréfa / Del Grillo márki (Il Marchese del Grillo)
- 1982 Amici miei atto II
- 1984 Bertoldo, Bertoldino e… Cacasenno
- 1985 Mattia Pascal két élete (Le due vite di Mattia Pascal)
- 1986 Reméljük, lány lesz (Speriamo che sia femmina)
- 1988 Furfangos gályarabok (I picari)
- 1989 12 olasz város – 12 filmrendező (12 registi per 12 città) (a Verona című epizód)
- 1989 La moglie ingenua e il marito malato (tévéfilm)
- 1990 Il male oscuro
- 1991 Rossini! Rossini!
- 1992 Parenti serpenti
- 1994 Cari fottutissimi amici
- 1995 A mi földi paradicsomunk (Facciamo paradiso)
- 1996 Esercizi di stile (az Idillio edile című epizód)
- 1997 I corti italiani (a Topi di appartamento című epizód)
- 1999 Panni sporchi
- 1999 Un amico magico: il maestro Nino Rota
- 2000 Szerencsefiak (Come quando fuori piove) (tévésorozat)
- 2001 Un altro mondo è possibile
- 2002 Lettere dalla Palestina
- 2003 Firenze, il nostro domani
- 2006 A sivatag rózsái (Le rose del deserto)
- 2008 Vicino al Colosseo c’è Monti (rövidfilm)

## Fontosabb díjak és jelölések

### Oscar-díj
- 1965 jelölés Elvtársak (jelölve még: Agenore Incrocci és Furio Scarpelli)
- 1966 jelölés Casanova ’70 (jelölve még: Agenore Incrocci, Furio Scarpelli, Tonino Guerra, Giorgio Salvioni, Suso Cecchi D'Amico)

### David di Donatello-díj
- 1977 díj Egy egészen kicsi kispolgár (legjobb rendező, megosztva Valerio Zurlinivel)
- 1986 díj Reméljük, lány lesz (legjobb rendező)
- 1986 díj Reméljük, lány lesz (legjobb forgatókönyv, megkapta még: Tullio Pinelli, Suso Cecchi D’Amico, Leonardo Benvenuti, Piero De Bernardi)
- 1990 díj Il male oscuro (legjobb rendező)
- 2005 Special David-különdíj

### Ezüst Szalag díj
- 1959 díj Ismeretlen ismerősök (legjobb forgatókönyv, megkapta még: Agenore Incrocci, Furio Scarpelli, Suso Cecchi D’Amico)
- 1977 díj Egy egészen kicsi kispolgár (legjobb forgatókönyv, megkapta még: Sergio Amidei)
- 1982 díj Vaskos tréfa (legjobb forgatókönyv, megkapta még: Bernardino Zapponi, Tullio Pinelli, Leonardo Benvenuti, Piero De Bernardi)
- 1986 díj Reméljük, lány lesz (legjobb rendező)
- 1986 díj Reméljük, lány lesz (legjobb forgatókönyv, megkapta még: Tullio Pinelli, Suso Cecchi D’Amico, Leonardo Benvenuti, Piero De Bernardi)

### Berlini filmfesztivál
- 1957 díj Apák és fiúk (Ezüst Medve díj a legjobb rendezőnek)
- 1957 jelölés Apák és fiúk (Arany Medve-jelölés)
- 1976 díj Kedves Michele (Ezüst Medve díj a legjobb rendezőnek)
- 1976 jelölés Kedves Michele (Arany Medve-jelölés)
- 1982 díj Vaskos tréfa (Ezüst Medve díj a legjobb rendezőnek)
- 1982 jelölés Vaskos tréfa (Arany Medve-jelölés)
- 1994 díj Cari fottutissimi amici (különdíj)
- 1994 jelölés Cari fottutissimi amici (Arany Medve-jelölés)

### Cannes-i Nemzetközi Filmfesztivál
- 1952 jelölés Rendőrök és tolvajok (nagydíjra jelölés Stenóval együtt)
- 1966 jelölés Brancaleone ármádiája (Arany Pálma-jelölés)
- 1973 jelölés Az ezredeseket akarjuk (Arany Pálma-jelölés)
- 1977 jelölés Egy egészen kicsi kispolgár (Arany Pálma-jelölés)
- 1985 jelölés Mattia Pascal két élete (Arany Pálma-jelölés)

### Moszkvai filmfesztivál
- 1999 jelölés Panni sporchi (Arany Szent György-díj)

### San Sebastián-i Nemzetközi Filmfesztivál
- 1958 díj Ismeretlen ismerősök (Ezüst Kagyló díj)
- 1965 díj Casanova ’70  (San Sebastián-díj a legjobb rendezőnek)

### Velencei filmfesztivál
- 1959 díj A nagy háború (Arany Oroszlán díj, megosztva a Rovere tábornok című filmmel)
- 1985 Pietro Bianchi-díj
- 1991 Arany Oroszlán-életműdíj